# کامبوندی-کاتمبو
کامبوندی-کاتمبو (به لاتین: Cambundi-Catembo) یک منطقهٔ مسکونی در آنگولا است که در استان مالانژه واقع شده‌است. کامبوندی-کاتمبو ۱۳٬۴۰۰ کیلومتر مربع مساحت و ۵۳٬۶۰۰ نفر جمعیت دارد.